# Europark (Industriepark)
Der Europark Emlichheim-Coevorden ist ein grenzüberschreitendes interkommunales Industriegebiet, das in den Gemeinden Laar (Samtgemeinde Emlichheim, Landkreis Grafschaft Bentheim) und Coevorden (Provinz Drenthe) an der deutsch-niederländischen Grenze liegt.

## Struktur
- Betreiber: Europark Coevorden-Emlichheim Entwicklungsgesellschaft GmbH
- Fläche: 240 ha, weiterer Ausbau möglich
- Bebaubar als Gewerbegebiet (GE) gem. § 8 BauNVO und Industriegebiet (GI) gem. § 9 BauNVO
- Interkommunales Gewerbegebiet

## Geschichte
Baubeginn: 1997

## Branchen & Unternehmen
- Müllverbrennungsanlage Emlichheim
- Güterverkehrszentrum (grenzüberschreitendes GVZ)[1]
- Nijhof-Wassink: Vertriebszentrum für Grundstoffe der Kunststoffindustrie
- Coevorden Ingredient Care (C.I.C.): Grundstoffe für Tierfutter

## Verkehrsanbindung

Logo der Bentheimer Eisenbahn

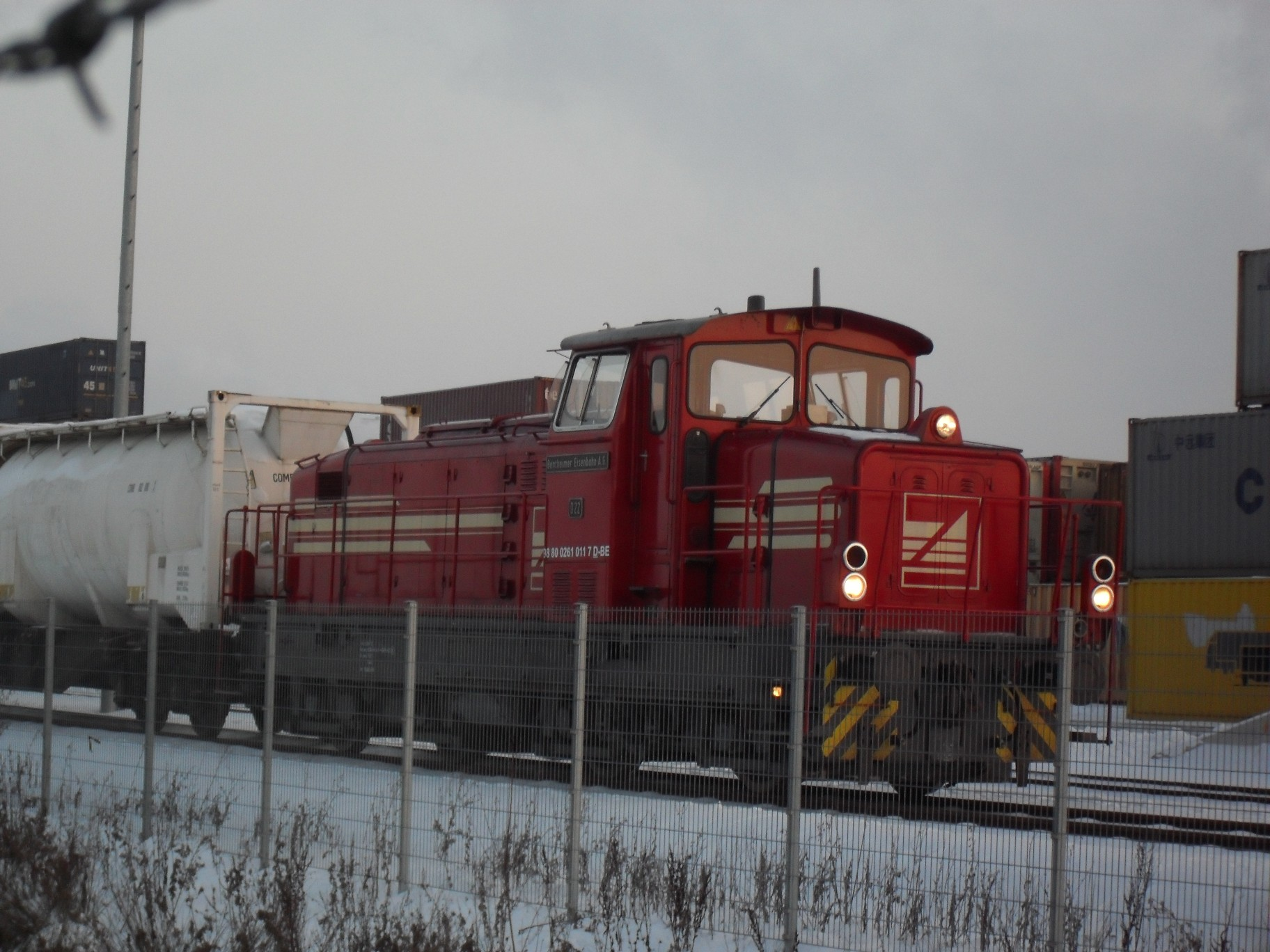
Lok D22 der Bentheimer Eisenbahn im Europark

Der Europark ist über Straßen, Schienen und Wasserstraßen erreichbar und bietet somit Transportmöglichkeiten im multimodalen Verkehr. Er verfügt über das Bahnterminal Euro-Terminal (u. a. Containerterminal), das von der Bentheimer Eisenbahn betrieben wird sowie einen Binnenhafen mit Kanalanschluss.

### Straße
- niederländische Autobahn 37: Zwolle – Hoogeveen – Coevorden/Emmen – Meppen (Übergang in deutsche B 402)
- niederländische Kraftfahrstraße (Autoweg) N36/N34: Enschede – Almelo – Hardenberg – Coevorden
- Autobahn 31: Ruhrgebiet – Meppen/Coevorden – Bremen – Hamburg
- Bundesstraße B 403: Nordhorn – Neuenhaus – Emlichheim – Coevorden

### Schiene

#### Schienenwege und Anschlüsse
Die Bentheimer Eisenbahn AG verbindet niederländisches mit deutschem Schienennetz. Direkte Zugverbindungen bestehen u. a. mit Rotterdam (4-mal pro Woche), Amsterdam (1-mal pro Woche) und Ludwigshafen; im Kombiverkehr bestehen Zugverbindungen mit über 20 europäischen Städten, darunter u. a. Hamburg, Warschau und Moskau.

#### Terminal
| Terminalbetreiber | Euro Terminal Coevorden b.v. (ETC)                        |
| Kapazität         | > 2,5 Mio. t pro Jahr                                     |
| Gleisanlagen      | 5 km Rangiergleis, darunter 4 × 700 Meter für Shuttlezüge |
| Überdachung       | Offene und überdachte Bahnsteige                          |
| Lagerplätze       | Lagerung und Umschlag von Containern und Großgütern       |
| Containerkran     | Mobile Containerkräne (bis zu 40 t)                       |

### Wasserstraße
Der Europark ist über den Coevorden-Almelo-Kanal (CAK) an das europäische Kanalnetz angeschlossen, bei Almelo schließt der Kanal an größere Wasserstraßen nach Westen und Süden an. Den CAK können Binnenschiffe mit maximal 800 t Tonnage bei 55 m Länge und 6,60 m Breite befahren (Kempenaar).

#### Hafen
| Hafenbetreiber       | Havenbedrijf Coevorden                |
| Wassertiefe          | 3,5 m                                 |
| Kailänge             | 525 m                                 |
| Max. Tonnage         | 32 TEU/1.000 Tonnen                   |
| Hafenbetriebsgelände | 180.000 m²                            |
| Hafenmobilkran       | 1                                     |
| Gleisanschluss       | ja, 430 m Gleis entlang des Hafenkais |
| KV-Terminal          | ja                                    |

## Güterverkehrsumschlag
Im Jahr 2011 wurden rund 70 % des Gütertransportaufkommens der Bentheimer Eisenbahn in Höhe von rund 1,15 Millionen t im Europark generiert. Schwerpunkte im Güterverkehr der Bentheimer Eisenbahn sind der Transport von Sand, Kies, Agrarprodukten, Erdöl, Torf, Stahl und Tierfutter sowie Sendungen im Kombinierten Verkehr.
Mit dem zu erwartenden stark steigenden Transportaufkommen im Hafen Rotterdam wird gerechnet, dass in Zukunft größere Volumina über das Euroterminal im Europark abgewickelt werden, das sich infolgedessen zum Dryport (Trockenhafen) des Hafens Rotterdam entwickeln könnte.